# Biserica de lemn din Vica

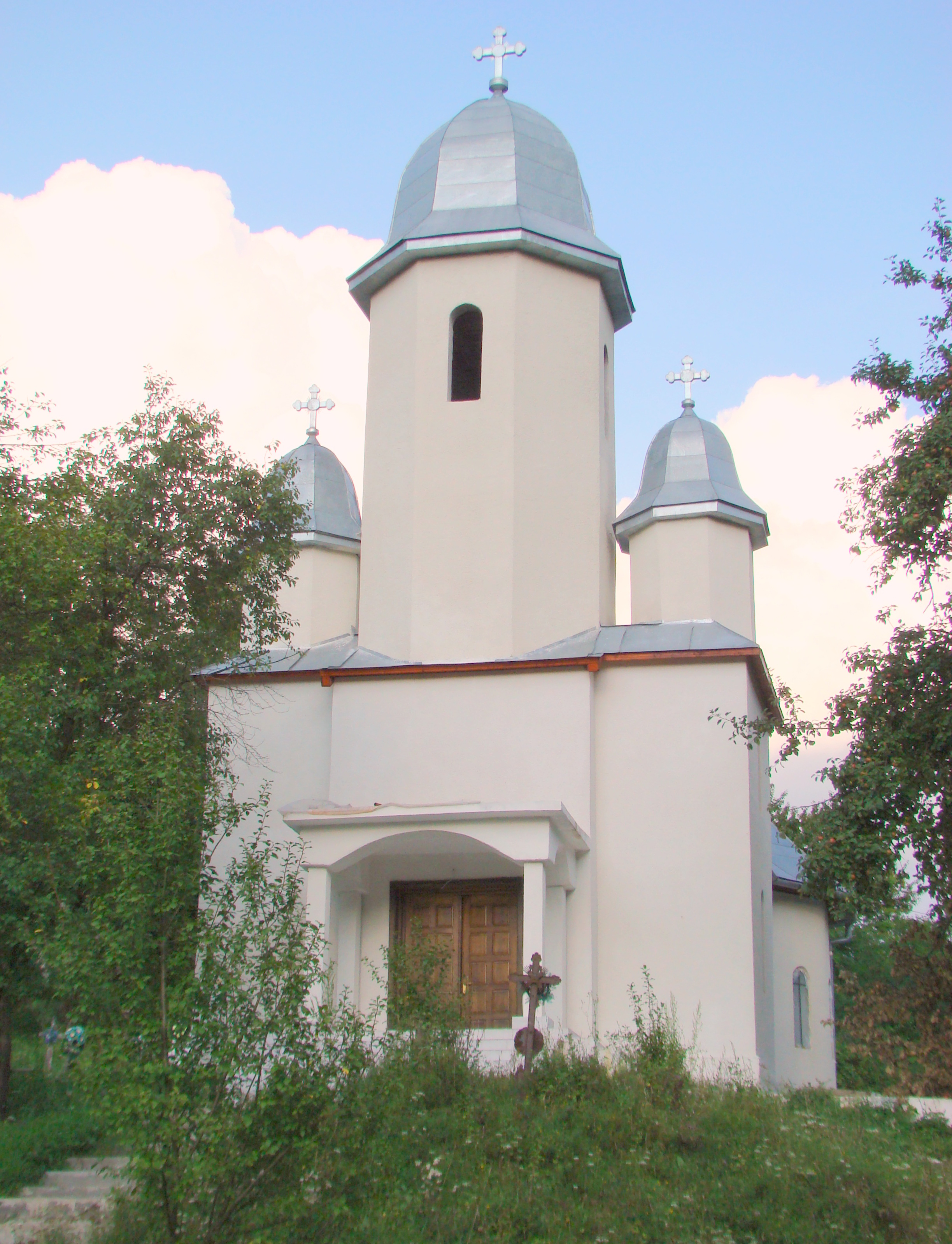
Biserica ortodoxă din Vica, care a înlocuit în 1997 vechea biserică de lemn, incendiată de un localnic

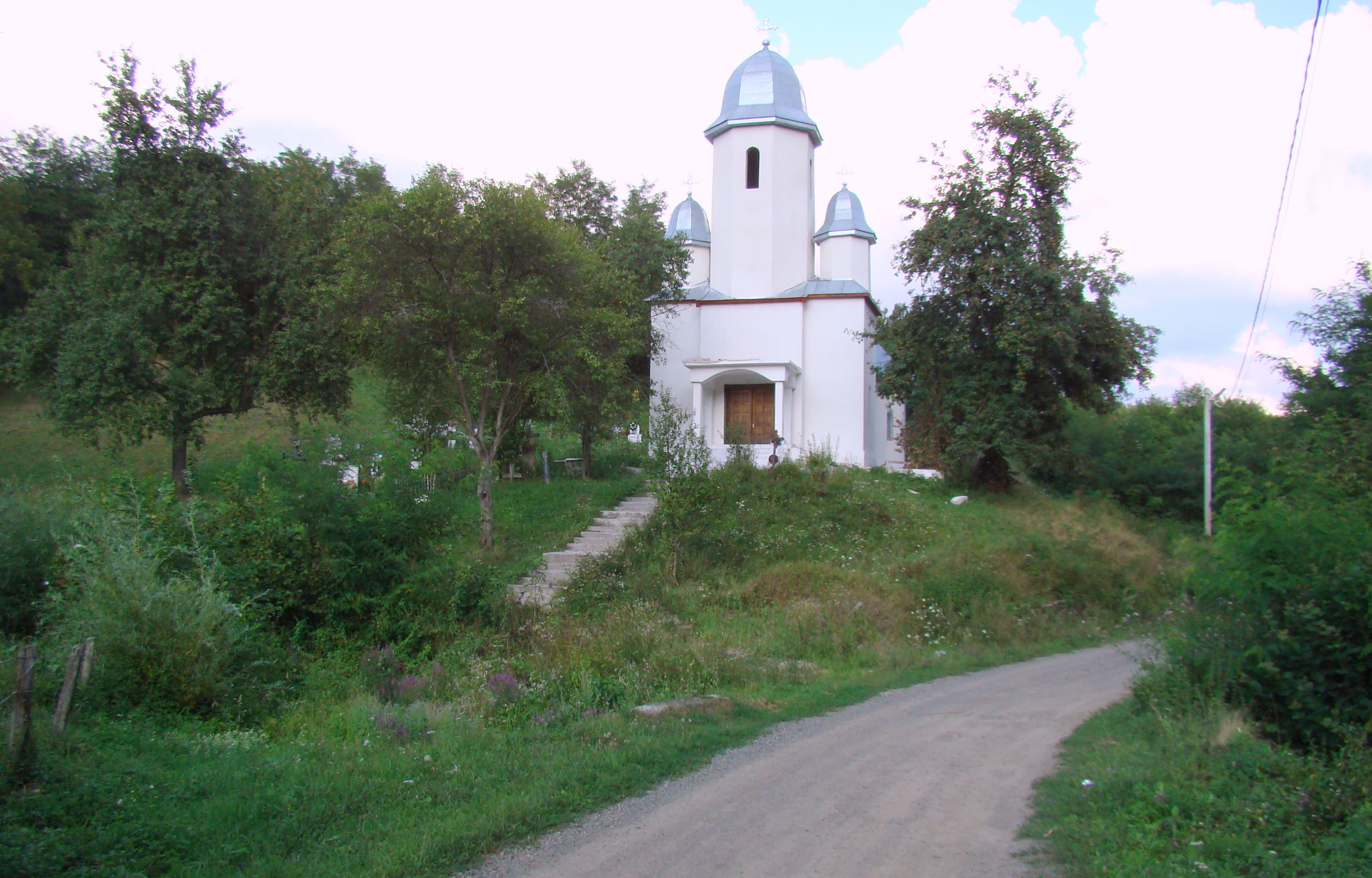

Biserica de lemn din Vica, comuna Gurasada, județul Hunedoara nu mai există. Vechea bisericuță de lemn a fost distrusă prin incendiere, incendiul puternic mistuind-o în totalitate. Exact pe același loc a fost construită în 1997 o nouă biserică de zid.